# Regió eclesiàstica Triveneto

Mapa de la Regió eclesiàstica Triveneto a Itàlia

La regió eclesiàstica Triveneto és una de les setze regions eclesiàstiques en les que està dividit el territori de l'Església catòlica a Itàlia. El seu territori es correspon al de les regions administratives de Veneto, Friül - Venècia Júlia i Trentino-Alto Adige de la República Italiana, a més d'algunes parròquies de la província de Brescia. Es tracta de la regió eclesiàstica més gran de la Conferència Episcopal Italiana, tot i que no és la més poblada.

## Història
L'antiga ciutat romana d'Aquileia, bisbat des del segle iii, va provocar una intensa activitat missionera, que va conduir a la cristianització del nord-est d'Itàlia i l'establiment de bisbats. Frontera terrestre i frontera amb el món germànic i eslau, les grans àrees del Triveneto van ser creuades durant els segles pels invasors, que es van sotmetre a les dificultats dels residents. La zona va florir després de l'any Mil, quan el renaixement de la ciutat també havia donat lloc a la represa de poder per part dels bisbes, que es van convertir en punts de referència importants. Els següents èpoques van veure com el sorgiment d'una religió popular que es va expressar en els nombrosos santuaris i llocs de culte erigits en l'època.

## La regió eclesiàstica avui

### Història
Superfície en km²: 40.674

Habitants: 6.895.639

Parròquies: 3.527

Nombre de sacerdots seculars: 4.897

Nombre de sacerdots regulars: 2.104

Nombre de diaques permanents: 264

### Subdivisions
Aquesta regió eclesiàstica està composta per quinze diòcesis, repartides així:
- Patriarcat de Venècia, metropolitana, que té com a sufragànies:
  - Bisbat d'Adria-Rovigo
  - Bisbat de Belluno-Feltre
  - Bisbat de Chioggia
  - Bisbat de Concordia-Pordenone
  - Bisbat de Pàdua
  - Bisbat de Treviso
  - Bisbat de Verona
  - Bisbat de Vicenza
  - Bisbat de Vittorio Veneto
- Arquebisbat de Gorizia, metropolitana, que té com a sufragània
  - Bisbat de Trieste
- arquebisbat de Trento, metropolitana, que té com a sufragània
  - Bisbat de Bolzano-Bressanone
- Arquebisbat d'Udine, metropolitana, sense sufragànies

### Conferència episcopal del Triveneto
- President: Francesco Moraglia, patriarca de Venècia
- Vicepresident: Luigi Bressan, arquebisbe de Trento
- Secretari: Giuseppe Pellegrini, bisbe de Concordia-Pordenone

## Diòcesis suprimides del Triveneto
- Bisbat d'Altino
- Patriarcato d'Aquileia
- Bisbat d'Asolo
- Bisbat de Caorle
- Bisbat de Castello
- Bisbat d'Equilio
- Bisbat d'Eraclea
- Bisbat de Gradisca
- Patriarcat de Grado
- Bisbat d'Oderzo
- Bisbat de Sabiona
- Bisbat de Torcello
- Bisbat de Zuglio